# David Pérez García (Mathematiker)
David Pérez García (auch David Pérez-García; * 14. Oktober 1977 in Guadalajara) ist ein spanischer Mathematiker, der sich mit Quanteninformationstheorie befasst.
David Pérez García studierte an der Universidad Complutense de Madrid (UCM) Mathematik und wurde 2004 mit einer Arbeit zur Funktionalanalysis promoviert. Als Post-Doktorand war er an der Universität Rey Juan Carlos in Madrid und am Max-Planck-Institut für Quantenoptik in Garching tätig, wo er mit Ignacio Cirac zusammenarbeitete und sich der Quanteninformationstheorie zuwandte. 2006 erhielt er die Tenure-Track-Professur als Ramón y Cajal Researcher an der UCM, wurde dort Assistenzprofessor und Professor für Analysis.
2015 bewies er mit Michael M. Wolf und Toby Cubitt, dass die Frage der Bestimmung der Spektrumslücke (spectral gap, Energielücke vom Grundzustand zum ersten angeregten Zustand) in der Quanteninformationstheorie im allgemeinen Fall für zwei oder mehr Dimensionen unentscheidbar ist. Für den Beweis wurde eine aperiodische Parkettierung benutzt. 2020 bewiesen er und drei Mitautoren das auch für den eindimensionalen Fall. Mit Michael M. Wolf erzielte er Resultate für die Verletzung der Bell-Ungleichungen über deren Einbettung in die Theorie der Operatorenräume.
2013 erhielt er den RAC-Endesa-Preis der spanischen Wissenschaftsakademie für Nachwuchsmathematiker; 2014 war er Inhaber der John-von-Neumann-Gastprofessur am Zentrum für Mathematik der Technischen Universität München; 2017 erhielt er den von der Comunidad de Madrid verliehenen Premio Miguel Catalán für herausragende Nachwuchswissenschaftler sowie einen ERC Consolidator Grant. 2019 wurde er mit dem Premio Fundación Banco Sabadell a las Ciencias y la Ingeniería ausgezeichnet. Am 29. September 2021 wurde ihm als erstem Mathematiker die 2016 gestiftete Medalla Ramón y Cajal der Königlichen Akademie der exakten, physikalischen und Naturwissenschaften (RAC) verliehen und am 14. Oktober desselben Jahres wurde er zum Mitglied dieser Akademie gewählt.

## Schriften (Auswahl)
Außer die in den Fußnoten zitierten Arbeiten.
- mit F. Verstrate, M.M. Wolf, J. I. Cirac: Matrix product state representations, Quantum Inf. Comput. Band 7, 2007, S. 401, arxiv:quant-ph/0608197
- mit F. Verstrate, M. M. Wolf, J. I. Cirac: Criticality, the area law, and the computational power of projected entangled pair states, Phys. Rev. Let., Band 96, 2006, S.  220601, arxiv:quant-ph/0601075
- mit F. Verstrate, J. I. Cirac, M. M. Wolf: PEPS as unique ground states of local Hamiltonians, arxiv:0707.2260
- mit D. Gross, J. Eisert, N. Schuch: Measurement-based quantum computation beyond the one-way model, Phys. Rev. A, Band 76, 2007, S. 052315, arxiv:0706.3401
- mit N. Schuch, I. Cirac: PEPS as ground states: Degeneracy and topology, Annals of Physics, Band  325, 2010, S. 2153–2192, arxiv:1001.3807
- mit M. M. Wolf, M. Sanz, F. Verstrate, J. I. Cirac: String order and symmetries in quantum spin lattices, Phys. Rev. Lett., Band 100, 2008, S. 167202, arxiv:0802.0447
- mit M. M. Wolf, C. Palazuelos, I. Villanueva, M. Junge: Unbounded violation of tripartite Bell inequalities, Comm. Math. Phys., Band 279, 2008, S. 455–486, arxiv:quant-ph/0702189
- mit M. M. Wolf: Assessing dimensions from evolution, Phys. Rev. Lett., Band 102, 2009, S. 190504, arxiv:0901.2542
- mit M. Junge, Palazuelos, Wolf, Villanueva: Operator space theory: a natural framework for Bell inequalities, Phys. Rev. Lett., Band 104, 2010, S. 170405, arxiv:0912.1941
- mit M. Junge, M. Navascues, C. Palazuelos, V. B. Scholz, R. F. Werner: Connes’ embedding problem and Tsirelson’s problem, Journal of Mathematical Physics, Band 52, 2011, S. 012102, arxiv:1008.1142
- mit N. Schuch, I. Cirac: Classifying quantum phases using matrix product states and projected entangled pair states, Phys. Rev. B, Band 84, 2011, S. 165139, arxiv:1010.3732
- mit T. Cubitt, M. M. Wolf: The Unsolvable Problem,  Scientific American, November 2018; aufgenommen in die Anthologie M. Pitici (Hrsg.): The Best Writing on Mathematics 2019. Princeton University Press, 2019 (ucl.ac.uk [PDF]).
- mit T. Cubitt, M. M. Wolf: Undecidability of the spectral gap, Forum of Mathematics, Pi 10, 2022 PDF